# Марк Антоний Прим
Марк Анто́ний Прим (лат. Marcus Antonius Primus; умер после 81 года) — римский полководец, непосредственный участник событий «года четырёх императоров», сторонник Отона и Веспасиана. Военачальник мёзийских легионов.

## Биография
Марк Антоний Прим родился около 40 года н. э. в Толозе (юго-западная Галлия). О ранних годах практически ничего не известно. После убийства императора Сервия Сульпиция Гальбы в 69 году присягнул на верность Марку Сальвию Отону. Когда же Авл Вителлий двинулся с Рейнских границ на Рим, поспешил из Мёзии на помощь своему императору, но не успел — отонианцы были разбиты в первой битве при Бедриаке (14 апреля 69 года), а сам Отон покончил с собой 16 апреля, не желая воевать против сограждан.
После того, как Веспасиан, подговорённый Муцианом, наместником провинции Сирия, объявил войну Вителлию и отбыл в Египет, дабы, в случае необходимости, перекрыть поставки зерна в Рим, Марк Антоний Прим встал под его знамёна и направил мёзийские и паннонские легионы в Северную Италию, навстречу Цецине Алиену — военачальнику партии вителлианцев. По пути Антоний Прим увлёк за собой войско из Далмации во главе с прокуратором Корнелием Фуском.
Антоний Прим двигался по Северной Италии, с ходу захватывая города. Муциан был недоволен и засыпал его письмами, обосновывая свой гнев тем, что Веспасиан, перекрыв поставки зерна, сможет бескровно низвергнуть Вителлия. Но Антоний продвигался вглубь полуострова. Заняв Верону, Антоний Прим вёл переговоры с Цециной Алиеном, желавшим перейти на сторону флавианцев. Пока продолжался обмен сообщениями, произошло несколько бунтов, которые военачальник флавианцев подавил, используя свой авторитет у солдат. В это время Цецина Алиен был арестован вителлианцами за предательство. На его место Вителлий послал Фабия Валента, который до места не дошёл — разыгравшаяся буря отнесла его корабль к берегам Нарбонской Галлии, где он был арестован прокуратором Валерием Паулином.
24 октября 69 года Антоний Прим подошёл к Бедриаку. Началась битва (вторая битва при Бедриаке), в которой войска флавианцев одержали победу, а разбитые вителлианцы укрылись в Кремоне. Была ночь, когда Антоний подошёл к её стенам и поэтому не хотел идти на штурм, объясняя солдатам, что «сейчас ночь, расположение города нам неизвестно, враг укрыт стенами, на каждом шагу нас подстерегают ловушки». Однако легионеры поймали жителя Кремоны, и тот рассказал о идущем из Рима подкреплении во главе с Фабием Валентом. Антоний согласился на штурм. И хотя флавианцы вынесли баллисту, тем не менее из-за расположения луны она не принесла им особой пользы. Когда же на горизонте стало проявляться солнце, некоторые легионы по заимствованному на Востоке обычаю приветствовали его кличем. Другие подумали, что это приближаются войска под водительством Муциана, и стали драться с большим ожесточением. Загнав вителлианцев в город, флавианцы начали рубить ворота мечами и пытаться влезть на стены при помощи построения «черепахой». Антоний, видя что силы солдат на исходе, объявил, что отдаст город на разграбление. Вскоре флавианцы ворвались в город. Цецина Алиен был освобождён и отправлен к Веспасиану в Египет. Пока солдаты грабили город, Антоний Прим удалился в термы, дабы отмыться от крови. В это время город охватил пожар. В огне уцелел лишь храм богини Мефитис. Антоний Прим, дабы загладить вину, издал эдикт, запрещающий держать жителей Кремоны в неволе. Затем военачальник повёл свои войска по Фламиниевой дороге в Вечный Город.

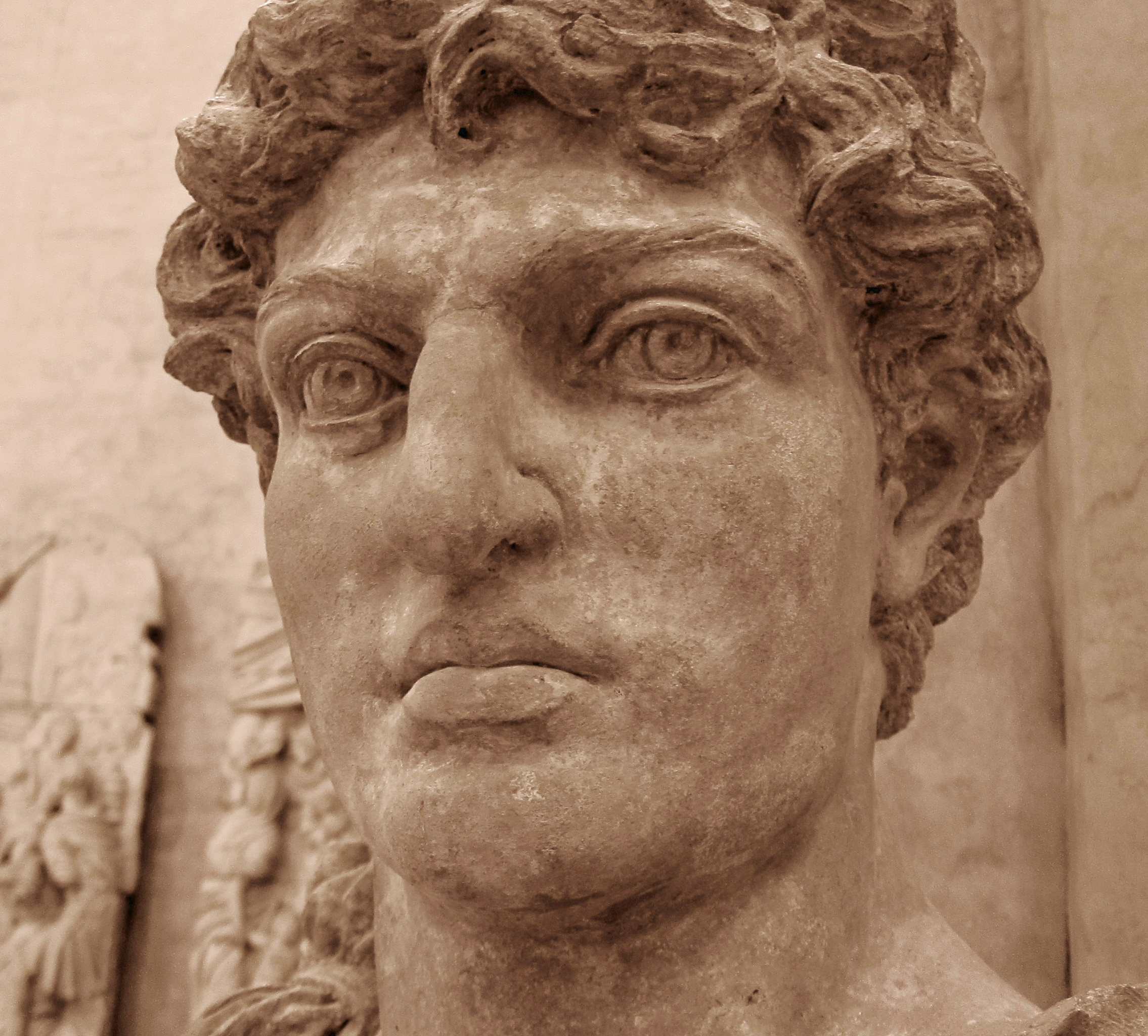
Марк Антоний Прим

На подступах к Риму Антоний Прим заметил облако дыма, возвышающееся над Капитолием. Незадолго до этого он получил весть от гонца, что Тит Флавий Сабин и Тит Флавий Домициан, брат и сын Веспасиана, укрылись в храме Юпитера Капитолийского от разъярённых солдат германских легионов Вителлия. У стен Рима завязалась небольшая стычка, в которой одержали верх вителлианцы. Вителлий, желая избежать дальнейшего кровопролития, послал к Антонию послов с просьбой о мире. Но Антоний заявил, что после убийства Флавия Сабина об этом не может быть и речи.
Марк Антоний Прим разделил свои войска на 3 части: первая осталась у Фламиниевой дороги, вторая двинулась в Рим через Коллинские ворота, третья — через Мульвиев мост. 21 декабря город был захвачен, а Вителлий убит. Его тело скинули на Гемониеву террасу, а голову носили по всему городу. Марк Антоний Прим, понимая, что война ещё не закончена, отправил навстречу выступившему из Таррацины Луцию Вителлию войска. Но брат погибшего императора сдался.
В Риме началась анархия. Солдаты Антония Прима грабили граждан. Всё это продолжалось до тех пор, пока в столицу не въехал Муциан. Пытаясь навести порядок, он отстраняет от дел Антония. После убийства Муцианом сына Вителлия Антоний Прим отправился к Веспасиану. Но ничего не добился и вернулся в родную Толозу, где провёл остаток жизни в обстановке любви и всеобщего уважения, о чём можно судить по эпиграммам Марка Валерия Марциала, из чего следует, что Прим был жив в правление Домициана.